# Hire-Hattiholi, Khanapur
Hire-Hattiholi là một làng thuộc tehsil Khanapur, huyện Belgaum, bang Karnataka, Ấn Độ.